# Evagrio Scolastico
Evagrio Scolastico, o anche di Epifania (Epifania, 536 – dopo il 594), è stato uno storico siro di lingua greca, questore e prefetto onorario sotto gli imperatori Tiberio II Costantino e Maurizio.

## Biografia
Evagrio Scolastico nacque ad Epiphania, città siriana situata accanto al fiume Oronte nel cuore dell'Impero romano d'Oriente. La sua data di nascita è discussa, in quanto lo storico G.F. Chesnut sostiene che fosse nato nel 536 o nel 537; tuttavia il ricercatore Michael Whitby afferma che fosse nato nel 535. La sua prima opera scritta descriveva l'epidemia di peste che colpì una gran parte della popolazione della sua città natale. Anche il giovane Evagrio ne fu colpito ma sopravvisse. Secondo il suo stesso racconto alcuni suoi parenti stretti, compresa sua moglie, morirono a causa dell'epidemia. Secondo Whitby, Evagrio nacque in una ricca famiglia aristocratica strettamente legata all'élite politica.
Ricevette un'istruzione completa fin dalla prima infanzia, cominciata specializzandosi in grammatica e proseguita verso lo studio della letteratura greca classica, per finire con gli studi giuridici, che al termine gli permisero di ottenere prima dei trent'anni il prestigioso titolo di Scolastico. Il suo primo notevole incarico ufficiale fu quello di accompagnare Gregorio di Antiochia a Costantinopoli per difenderlo da accuse di scorretto comportamento sessuale. Si risposò ad Antiochia, dove quanto da lui scritto attesta il suo prestigio tra l'élite professionale della città, dato che durante la cerimonia nuziale veniva esibiti un grandi fasti, ed era presente un pubblico numeroso.
Dedito all'imperatore Maurizio, Evagrio scrisse molte opere di argomento religioso, ma nessuna di queste ci è rimasta. L'unica sua opera superstite è la Storia ecclesiastica, una raccolta in sei volumi di storia cristiana dal primo concilio di Efeso all'epoca a lui contemporanea.

Evagrio fu in modo esplicito un cristiano di tradizione calcedoniana, e criticò sia Zaccaria Scolastico che Zosimo, due famosi storici del tempo, per divergenze teologiche. Rispettò il primo dei due studiosi per il suo contributo alla storia del V e del VI secolo a.C., ma lo condannò per le sue posizioni monofisite. Però fu specialmente ostile a Zosimo, storiografo pagano, per i suoi impetuosi punti di vista anticristiani, affermando: 
(Evagrio Scolastico, Storia Ecclesiastica, Libro III, 41)
 contestando la presupposizione di Zosimo secondo la quale la caduta di Roma fosse cominciata con la conversione di Costantino.

## LaStoria ecclesiastica
Unica opera sopravvissuta di Evagrio, tratta la storia dell'Impero romano d'oriente, dall'inizio ufficiale della controversia nestoriana durante il Primo Concilio di Efeso del 431, all'anno in cui l'autore terminò l'opera, il 593. Il contenuto del libro si occupa soprattutto di questioni religiose, e descrive avvenimenti riguardo vescovi autorevoli e Santi.
L'editio princeps fu pubblicata nel 1544 sotto il nome di Robertus Stephanus (meglio conosciuto come Robert Estienne). John Christopherson, vescovo di Chichester, ne scrisse una traduzione latina che fu pubblicata dopo la sua morte nel 1570. Le traduzioni in inglese arrivarono molto più tardi: la prima fu quella di Edward Walford, pubblicata a Londra nel 1846. Una traduzione inglese ad opera di Michael Whitby è stata pubblicata nel 2001 dall'editore Liverpool University Press nella serie Texts in Translation Series.
Alcuni storici, in particolare Pauline Allen, asseriscono che le posizioni ideologiche calcedoniane di Evagrio avessero influenzato direttamente la sua scelta delle informazioni, con lo scopo di difendere i politici allineati su posizioni calcedoniane da una reputazione negativa. Però Whitby enfatizza, da parte dello studioso, l'approvazione legale e l'inclusione di informazioni scritte da altri storici che adottavano posizioni opposte, quando percepiva che le loro versioni dei fatti fossero affidabili. Ad esempio Evagrio si affida fortemente allo studio testuale della storia fatto da Zaccaria nonostante fosse un monofisita, omettendo occasionalmente alcuni aspetti minori della sua opera che promuovevano esplicitamente la sua teologia; ma sempre considerandolo largamente affidabile. Allen deduce che Evagrio si fosse basato sull'opera di Zaccaria perché era l'unico resoconto esauriente degli avvenimenti storici avvenuti dal tempo di Teodoreto di Cirro fino alla sua epoca. Ma purtroppo i manoscritti originali di Zaccaria sono andati perduti.
Evagrio è molto meno critico dell'imperatore Giustiniano I e di sua moglie Teodora, in confronto a Procopio di Cesarea che li descrive come demoni evidenti fisicamente. A causa di affiliazioni regionali Evagrio descrive l'imperatore sotto una luce più amichevole, lodando il suo approccio moderato verso la giustizia e il suo ritegno verso un'eccessiva persecuzione; tuttavia sempre criticando la sua eresia e l'ostentazione delle sue ricchezze. L'ambivalenza di Evagrio verso Giustiniano è evidente specialmente quando lo descrive come un uomo virtuoso eppure cieco davanti alla prossima sconfitta nella guerra da lui iniziata contro la Persia. Chestnut commenta anche come lo storico ed erudito bizantino conduca la sua Storia ecclesiastica con uno stile drammatico, usando temi presi dalle tragedie greche classiche per caratterizzare la vita di Giustiniano, in particolare le grandi fluttuazioni della Fortuna.
Oltre ai documenti scritti dai già citati Zaccaria Scolastico, Zosimo e Procopio di Cesarea, Evagrio si basò su Simeone Stilita il Vecchio, Eustazio di Epifania e Giovanni Malalas.
La Storia ecclesiastica è considerata un importante e relativamente autorevole resoconto dell'epoca descritta, siccome Evagrio si rifà al materiale di altri studiosi riconoscendone in modo esplicito le fonti. Organizza meticolosamente le informazioni prese da altre opere di storia per convalidare il suo resoconto in modo più esatto di altri studiosi di teologia del suo tempo, riducendo quindi la confusione per i futuri storici interessati allo studio della sua opera. Però gli storici ammettono sono presenti seri errori logici insiti nell'opera sopravvissuta di Evagrio, che è comune alla sua epoca, cioè la problematica sequenzializzazione cronologica e il sorvolare troppo rapidamente su alcuni avvenimenti senza dubbio notevoli, come le guerre principali e altri episodi non religiosi. Quando Evagrio indica episodi importanti per la sua vita personale, è in particolar modo evidente la mancanza di una classificazione cronologica, il che può procurare complicazioni a chi analizza il suo libro.